# 林原裕
林原裕（2001年12月24日—） ，為台灣棒球選手，目前效力於中華職棒統一7-ELEVEn獅，守備位置為投手。於2020年季中選秀中被統一7-ELEVEn獅以第七輪第三十四順位選進。

## 經歷
- 臺中市東區力行國民小學少棒隊
- 臺中市立中山國民中學青少棒隊
- 臺北市私立強恕高級中學青棒隊
- 中華職棒統一7-ELEVEn獅（2020年8月–）

## 外部連結
- 林原裕在台灣棒球維基館上的頁面（繁體中文）
- 林原裕在中華職棒官網